# ロドリゴ・シルバ
ロドリゴ・シルバ（Rodrigo Silva、1992年11月2日 - ）は、スーペル・ラグビー・アメリカス、ペニャロール・ラグビーに所属するラグビーユニオン選手。

## プロフィール
- ウルグアイ・モンテビデオ出身[1]。
- ポジションはウィング(WTB)、フルバック(FB)
- 身長 183cm、体重 86kg
- U20ウルグアイ代表に選ばれたことがある[2]。
- ウルグアイ代表キャップは77（2025年3月現在）でラグビーワールドカップ2015・ラグビーワールドカップ2019・ラグビーワールドカップ2023のウルグアイ代表に選ばれた[3][4]。

## 略歴
オースティン・エリートを経て、2021年、ペニャロールに加入。